# Agrias favareli
Agrias favareli är en fjärilsart som beskrevs av Le Moult 1926. Agrias favareli ingår i släktet Agrias och familjen praktfjärilar. Inga underarter finns listade i Catalogue of Life.